# Smith & Wesson Model 5906
La Smith & Wesson 5906 è una pistola semiautomatica prodotta a partire dal 1989 fino al 1999 dalla Smith & Wesson.